# Nazionale maschile di pallavolo delle Fær Øer
La nazionale maschile di pallavolo delle Fær Øer è una squadra europea composta dai migliori giocatori di pallavolo delle Fær Øer ed è posta sotto l'egida della Federazione pallavolistica delle Fær Øer.

## Rosa
Segue la rosa dei giocatori convocati per l'European Silver League 2023.
| N° | Nome               | Ruolo | Data di nascita  | Squadra      |
| -- | ------------------ | ----- | ---------------- | ------------ |
| 1  | Mattias Isaksen    | S     | 14 aprile 2003   | Fleyr        |
| 2  | Ólavur Johannesen  | S     | 29 dicembre 2003 | Mjølnir      |
| 3  | Hákun Heinason     | O     | 20 ottobre 2000  | Fleyr        |
| 4  | Hørður Joensen     | O     | 21 maggio 2002   | Mjølnir      |
| 5  | Filip Ilić         | S     | 14 febbraio 2006 | -            |
| 6  | Þorvald Danielsen  | P     | 6 agosto 1986    | Mjølnir      |
| 7  | Niels Niclasen     | P     | 7 settembre 1998 | Fleyr        |
| 8  | Silas Poulsen      | L     | 28 giugno 2005   | -            |
| 9  | Vuc Ilić           | C     | 14 febbraio 2006 | -            |
| 10 | Teitur Eliasen     | C     | 15 marzo 1998    | -            |
| 11 | Jóhan Wang         | C     | 30 maggio 1996   | Mjølnir      |
| 12 | Toki í Haraldstovu | C     | 9 luglio 2005    | -            |
| 13 | Simun Poulsen      | L     | 7 maggio 2002    | Mjølnir      |
| 14 | Bjarni Joensen     | S     | 1º gennaio 2004  | -            |
| 15 | Áslakur Holm       | P     | 16 gennaio 2000  | Vestsjælland |

## Risultati

### Competizioni CEV
| 2000 | 9º posto        | Convocazioni |
| 2002 | non qualificata | -            |
| 2004 | 3º posto        | Convocazioni |
| 2007 | 4º posto        | Convocazioni |
| 2009 | non qualificata | -            |
| 2011 | non qualificata | -            |
| 2013 | non qualificata | -            |
| 2015 | 4º posto        | Convocazioni |
| 2017 | non qualificata | -            |
| 2019 | 2º posto        | Convocazioni |
| 2022 | 2º posto        | Convocazioni |
| 2023 | non qualificata | -            |
| 2024 | non qualificata | -            |

| 2018 | non qualificata | -            |
| 2019 | non qualificata | -            |
| 2021 | non qualificata | -            |
| 2022 | non qualificata | -            |
| 2023 | 5º posto        | Convocazioni |
| 2024 | 3º posto        | Convocazioni |
| 2025 | 6º posto        | Convocazioni |